# Tataweka Island
Tataweka Island ist eine kleine Insel in der Region Waikato im Norden der Nordinsel von Neuseeland.

## Geographie
Tataweka Island befindet sich westlich der Coromandel Peninsula am Eingang zum Naturhafen Manaia Harbour. Die rund 1,8 Hektar große Insel besitzt eine Längenausdehnung von rund 235 m in Südsüdwest-Nordnordost-Richtung und misst an der breitesten Stelle rund 85 m in Westnordwest-Ostsüdost-Richtung. Die Höhe der Insel liegt etwas über 40 m.
Westlich der kleinen Insel ist in einer Entfernung von rund 345 m die rund drei Mal so große Insel Wekarua Island zu finden und rund 1,35 km nordnordwestlich die mit Abstand größere Insel Rangipukea Island.